# Kirlian Camera
Kirlian Camera est un groupe italien de cold wave et dark wave, originaire de Parme. Il est formé en 1979 par Angelo Bergamini, expérimentateur et pionnier de la scène synthpop italienne. Au cours de sa longue existence, Kirlian Camera a traversé différents styles musicaux, de la synthpop à l'Italo disco, en passant par l'EBM et le dark ambient, poussant parfois jusqu'au néofolk. Si, au départ, leur approche pop leur permet d'être le premier groupe italien à obtenir un contrat avec Virgin Dischi, leur style musical devient par la suite de plus en plus sombre et expérimental, entre une approche méditative/isolationniste et des impulsions érotiques.
Angelo Bergamini est à ce jour le seul membre original du groupe, mais de nombreuses figures ont gravité autour du projet, notamment Gianluca Becuzzi, Simon Balestrazzi, Fabrizio Chiari et Simona Buja d'East Wall et le producteur d'Eurodance Paul Sears. 

## Histoire

### Simona Buja et débuts (1979–1986)
Kirlian Camera est formé à Parme par Angelo Bergamini en 1979 sous le nom de Suicide Commando, avec un line-up original comprenant Mauro Montacchini à la basse, Fabrizio Chiari aux claviers et Simona Buja au chant. Le nom est ensuite changé pour le nom actuel, célébrant ainsi l'invention de l'ingénieur russe Semion Kirlian et de sa femme, inventeurs en 1939 d'une prétendue « machine capable de photographier l'aura émise par le corps humain. » Après la sortie d'une première démo auto-produite sous le titre Dawn... (1980) et leurs premiers concerts, Kirlian Camera atterrit chez Italian Records de Oderso Rubini avec qui ils sortent leur premier EP éponyme en 1981, mélangeant des sons électroniques avant-gardistes avec le sentiment néo-romantique de la new wave de l'époque,. Dès cette première sortie, le groupe connait des changements de line-up, le bassiste Giorgio Vecchi remplaçant Montacchini. D'autres figures telles que Bruno Bizzarri et Paul Sears se succèdent également au cours de cette période.
En 1983, Kirlian Camera auto-produit et sort le LP It Doesn't Matter, Now sur le label A.T.G.. et participe à des compilations phares telles que Body Section (Electric Eye, 1983) et Zero Point 4 (Toast Records, 1983). Le single Communicate (1983) sort chez Memory Records, tandis que Edges (1984) et Blue Room (1985), aux accents plus résolument Italo disco mais aux tonalités sombres et martiales, sortent à nouveau chez Italian Records, remportant un succès considérable en Europe et en particulier en Allemagne. Parallèlement à ce succès, Bergamini mène avec Mirko Dalporto et Gianfranco Fornaciari un projet parallèle de style synthpop et Italo disco appelé Hipnosis, qui, avec un album et trois singles, est certifié disque de platine en Allemagne et se classe en tête des hit-parades européens avec le single Pulstar (Memory Records, 1983), écrit par le compositeur grec Vangelis,.
Ce parcours trouve son aboutissement en 1986 avec le contrat conclu avec Virgin Dischi, avec qui Kirlian Camera sort les singles Ocean et Helden Platz, tout en participant au Festivalbar et à de nombreux programmes télévisés. Les deux titres sont les plus radiophoniques des productions de Kirlian Camera, à tel point qu'Ocean se retrouve même sur un 7" de Jukebox en face B de Human League Human. L'union avec Virgin Disks est cependant de courte durée, principalement en raison de la volonté du label de ne pas promouvoir les titres moins commerciaux du groupe. C'est à cette époque que Simona Buja décide de quitter le groupe dans une situation particulièrement difficile et problématique.

### Bianca Hoffmann-Santos (1987–1992)
Après le départ de Virgin Dischi et de Simona Buja, le son de Kirlian Camera devient de plus en plus sombre, s'éloignant du son synthpop qui caractérisait leurs premières productions. C'est à cette époque que Bianca Hoffmann-Santos fait son entrée au chant, marquant le début de la production des nouvelles chansons, enregistrées entre Brescia, Carimate et Londres avec la production artistique de John Fryer de This Mortal Coil. L'album qui en résulte est Eclipse (Das Schwarze Denkmal) (Rose Rosse Records, 1988), dont est extrait le single Austria / Tor Zwei (Rose Mix, 1988). L'album, qui représente un point de transition vers des sons plus typiquement dark wave et cold wave,, contient deux titres qui deviendront des classiques du dancefloor comme Eclipse et Aura, ainsi qu'une reprise de King Crimson intitulée Epitaph. L'album ne rencontre pas immédiatement le succès escompté, en partie à cause du changement général des goûts musicaux qui fait baisser l'intérêt général pour Kirlian Camera. La période qui suit l'album est donc assez troublée pour le groupe, et encore plus à cause d'une maladie qui frappe Bianca Hoffmann-Santos. C'est au cours de ces années qu'Emilia Lo Jacono rejoint le groupe à la guitare et aux claviers, une figure qui restera centrale et stable dans les années suivantes,.
L'album suivant sort en 1991 en autoproduction sur le label Blue Rain Records et s'intitule Todesengel. The Fall of Life. L'album présente toujours la chanteuse Bianca Hoffmann, souvent rejointe au chant par Emilia Lo Jacono, et les sons sont pris en charge par Simon Balestrazzi de T.A.C., avec qui le groupe collaborera pendant de nombreuses années,. C'est cet album, qui introduit des influences de musique post-industrielle et contient également des reprises de chansons telles que Vienna d'Ultravox et We Will Rock You de Queen,, qui éveille l'intérêt pour la nouvelle orientation du groupe, notamment en Allemagne, où l'album est rapidement réédité par Discordia à Düsseldorf,.
Simon Balestrazzi rejoint définitivement le groupe avec l'EP 7" Schmerz,, initialement distribué comme supplément au fanzine Urlo en 1992 et réédité la même année sous le label Blue Rain Records.

### Emilia Lo Jacono (1993–1998)
En 1993, Kirlian Camera auto-produit sur Blue Rain Records le split avec le projet parallèle d'Angelo Bergamini et Celestino Pes appelé Andromeda Complex. C'est à partir de là qu'Emilia Lo Jacono devient définitivement la voix principale de Kirlian Camera, caractérisant le son du groupe avec sa voix sensuelle et rêveuse. C'est ainsi que commence un voyage qui les conduira, au cours des années suivantes, à explorer « différentes perspectives de la musique électronique populaire. » La même année, ils signent un contrat avec le label allemand Discordia, avec lequel ils sortent plusieurs albums : le premier, en 1994, s'intitule Erinnerung, et est un album imprégné de sons electro et post-industriels d'une matrice dark ambient et EBM, avec des incursions percussives de Nancy Appiah qui font souvent référence à des sons africains. Des hommages au poème Scheließe mir die augen beide de Theodor Storm et au film Veronika Voss de Rainer Werner Fassbinder se distinguent.
L'album Solaris the Last Corridor (Discord, 1995) présente des sons froids et synthétiques, où les rythmes cybernétiques se distinguent dans des morceaux comme Zentropa 1966 ou The Theatre of Dreams et dans les expérimentations de Nocturnal Afternoon, sans renoncer aux contaminations africanisées dans des morceaux comme Mede Sankuo ou Für Inner.
Pictures from Eternity - Bilder Aus Der Ewigkeit est souvent considéré par les critiques comme un condensé de tous les genres et périodes traversés par le groupe, reproposé dans une tonalité ambient avec des sons synthétiques prédominants. C'est à cette époque qu'Angelo Bergamini s'installe en Allemagne et que le groupe augmente considérablement son activité en concert, partageant souvent la scène avec des groupes de la scène tels que Mephisto Walz et Die Form. De nombreux singles sortent sur Discordia, notamment la collaboration avec Dive qui sort en 1996 sous le titre Obsession.
En 1997, Simon Balestrazzi quitte Kirlian Camera et est rejoint par le claviériste Ivano Bizzi et la chanteuse Barbara Boffelli. En 1998, ils sortent un double CD intitulé The Ice Curtain (Solar Plexus), qui marque leur départ de Discord.

### Elena Alice Fossi (depuis 1999)
Unidentified Light (Triton, 1999), qui est un album live, est le premier disque de Kirlian Camera dans lequel figure Elena Alice Fossi, une figure qui va radicalement changer la façon de travailler du groupe, en se lançant plus tard dans l'écriture de chansons aux côtés d'Angelo Bergamini. À cette période, même si leur répertoire alterne des morceaux de dancehall industriel et d'ambient, Kirlian Camera est souvent inclus dans la scène néofolk internationale, ce qui leur vaut d'être identifiés à ce qu'on appelle alors la Grey-Area. C'est dans ce contexte qu'il faut situer les accusations du journaliste allemand Alfred Shobert qui, dans un article de Der Spiegel consacré à la fusillade au lycée Columbine, les met dans le même sac que Death in June et Boyd Rice, les accusant d'être porteurs de messages néo-nazis et appelant au boycott de leurs disques et de leurs concerts. Bergamini répond à ces accusations par une vidéo incluse dans le CD-ROM du single The Burning Sea (Triton, 1999).

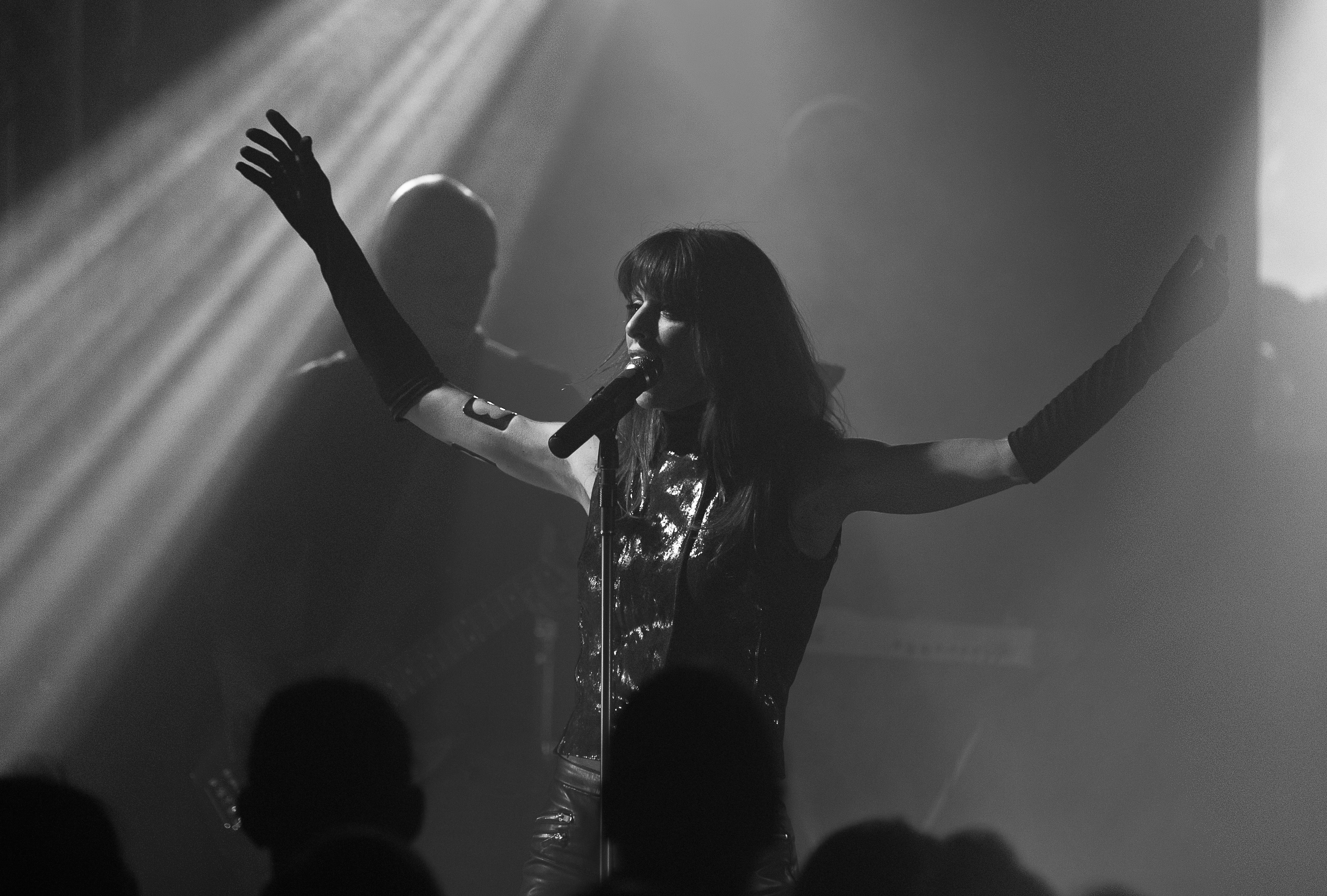
Elena Alice Fossi avec Kirlian Camera lors d'un concert au Kasematten-Festival à Langenstein en 2016.

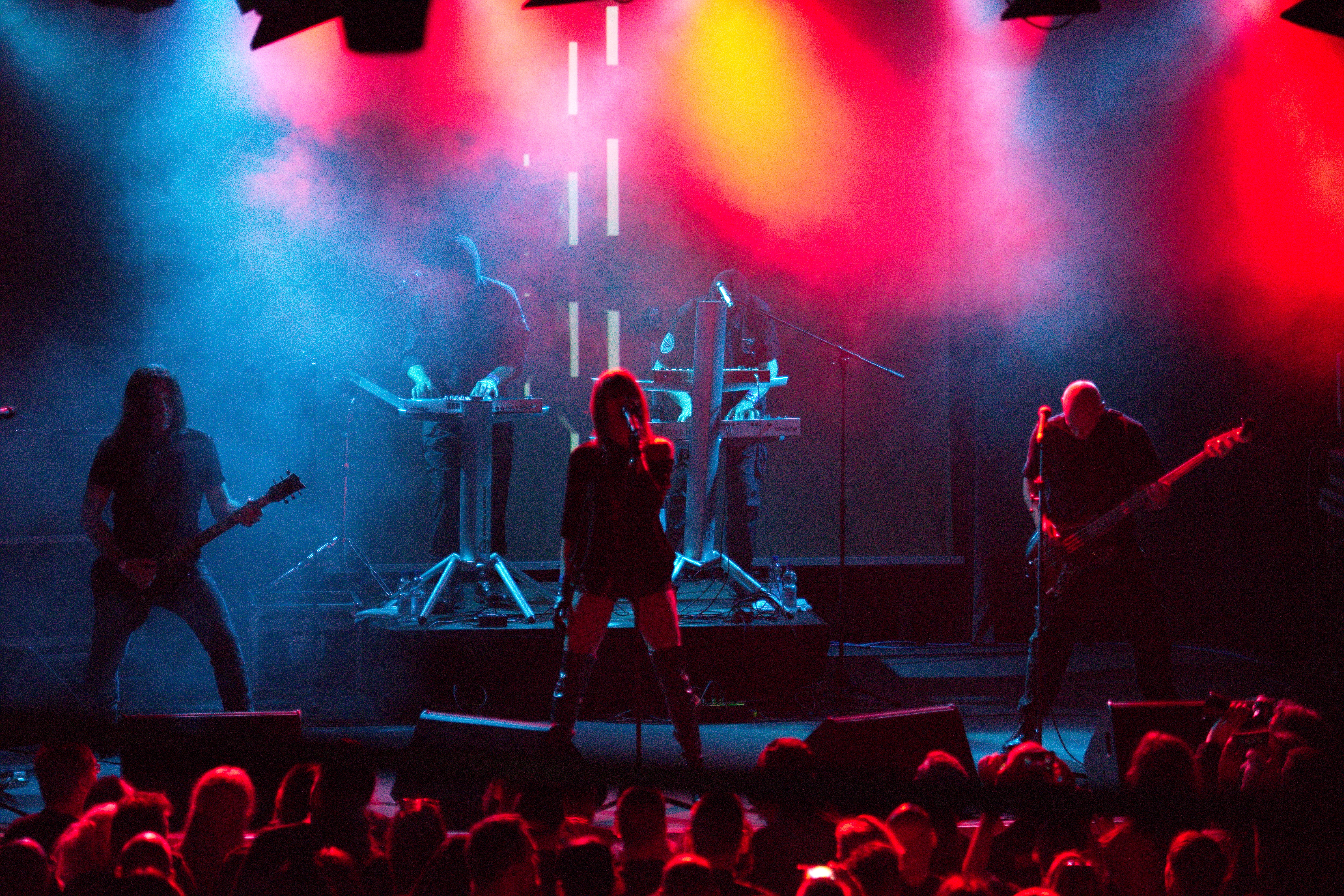
Kirlian Camera, lors d'un concert au festival Amphi 2017.

Avec l'album Still Air (Radio Luxor, 2000), Elena Alice Fossi entre définitivement dans Kirlian Camera en tant que chanteuse et coauteur. L'album est essentiellement constitué de structures synthétiques glaciales, de batteries électroniques et de la voix lyrique de Fossi qui ramène les mélodies à la forme d'une chanson. En 2001, une collection de reprises et de remixes intitulée Kälte Container (Radio Luxor) est publiée, tandis qu'en 2002 Uno (Radio Luxor) rassemble des démos et des précédents EP.
En 2003, Kirlian Camera signe avec Trisol et en 2004, ils sortent leur album Invisible Front. 2005, qui bénéficie de la collaboration de Jarboe des Swans sur trois titres de l'album. Il est suivi de Coroner's Sun (Trisol, 2006), un album peut-être plus facile à écouter mais qui maintient la recherche d'un son coldwave toujours très personnel et défini. L'album est accompagné d'un CD bonus contenant des remixes d'artistes tels que Vincenzo Pastorino, wumpscut:, Sensory Gate et Punto Omega. Peu après la sortie de l'album, les musiciens Falk Pitschk et Sarah Crespi rejoignent Kirlian Camera. En 2007, Kirlian Camera passe chez Out of Line et publie Odyssey Europa (2009), puis Shadow Mission HELD V, qui comprend des versions remixées de l'album précédent.
L'année 2011 voit la sortie de Nightglory (Out of Line), qui poursuit le chemin de simplification du précédent Coroner's Sun, réduisant les passages plus expérimentaux et bruyants vers un son synth pop raffiné mais beaucoup plus accrocheur. Un album qui se tourne souvent vers le passé, comme dans la reprise de Hymn d'Ultravox. Avec Black Summer Choirs (Out of Line, 2014), Kirlian Camera revient collaborer avec John Fryer de This Mortal Coil, produisant un album sombre de musique ambiante qui comprend également 4 pistes de spoken word,. En 2014, ils sont impliqués par Alessandro Papa des éditions End of Kali Yuga dans le projet New Processean Order, qui implique également d'autres artistes du domaine industriel, tels que Der Bekannte Post Industrielle Trompeter, Teatro Satanico et Davide Tozzoli aka N. dans l'enregistrement du LP Hymns to the Great Gods of the Universe.
En 2017, l'EP Sky Collapse (Dependent Records) qui comprend une collaboration avec l'iconique groupe suédois d'EBM Covenant.

## Discographie

### Albums studio
- 1983 : It Doesn't Matter, Now (LP/CD, A.T.G., Norton North)
- 1988 : Eclipse – Das Schwarze Denkmal, (LP/MC/CD, Rose Rosse, Discordia)
- 1991 : Todesengel – The Fall of Life (CD/LP Picture Disc, Blue Rain)
- 1995 : Solaris – The Last Corridor (CD/2-CD, Discordia)
- 1996 : Pictures from Eternity (CD/LP, Discordia/Triton)
- 1999 : Unidentified Light (CD, Triton)
- 2000 : Still Air [Aria Immobile] (CD, E.N.D.E. Radio Luxor / SPV)
- 2004 : Invisible Front. 2005 (CD/2-CD, Trisol)
- 2006 : Coroner’s Sun (CD/2-CD, Trisol)
- 2009 : Shadow Mission HELD V (CD/LP, Out of Line)
- 2011 : Nightglory (CD/2-CD/2-LP, Out of line, Rough Trade)
- 2013 : Black Summer Choirs (CD/2-CD, Out of line, Rough Trade)
- 2018 : Hologram Moon (CD/2-CD, Dependent Records)
- 2021 : Cold Pills (Scarlet Gate of Toxic Daybreak) (2-CD/2-LP, Dependent Records)
- 2024 : Radio Signals for the Dying (Dependent Records)

### Compilations
- 1998 : The Ice Curtain (2-CD, Nova Tekk)
- 2002 : Uno (CD, E.N.D.E. Radio Luxor) – (ré)édition de Kirlian Camera (EP, 1981) und Dawn… (cassette démo, 1980)
- 2009 : Odyssey Europa (2-CD/4-CD, Out of Line)
- 2010 : Not of This World (3-CD, Trisol)
- 2015 : Radio Music A – The Best of Kirlian Camera (CD, Norton North)

### Singles et EP
- 1981 : Kirlian Camera (vinyle 12", Italian)
- 1983 : Communicate (vinyle 12", Memory)
- 1984 : Edges (vinyle 12", Italian/ZYX)
- 1985 : Blue Room (vinyle 7"/12", Italian/ZYX)
- 1986 : Ocean (vinyle 7"/12", Virgin)
- 1987 : Helden Platz (vinyle 7"/12", Virgin)
- 1988 : Austria – Tor Zwei (vinyle 7"/12", Rose Rosse)
- 1992 : Schmerz (CDM/vinyle 7", Discordia)
- 1994 : Eklipse Zwei (Eclipse Part 2) (CDM, Discordia)
- 1994 : Erinnerung (CDM, Discordia)
- 1996 : Your Face in the Sun (CDM, Discordia)
- 1997 : The Desert Inside (CDM/picture disc, Triton, Uranium's Studio)
- 1998 : Drifting (CDM, Nova Tekk)
- 1999 : The Burning Sea (CDM, Triton)
- 2000 : Le Printemps des larmes (Vinyl 7") – réédition du disque bonus sorti en 1995
- 2001 : Absentee (CD, E.N.D.E. Radio Luxor / SPV)
- 2004 : Berliner Messe (vinyle 7", Small Voices)
- 2011 : Ghlóir Ar An Oíche (MCD/vinyle 10" Picture Disc)
- 2012 : Immortal (CDM, Out of Line)
- 2015 : The Three Shadows (CD/vinyle 7", Norton North)
- 2017 : Sky Collapse (CD/vinyle 12", Dependent Records)
- 2019 : Hellfire (CD/vinyle, Dependent Records)
- 2021 : The 8th President (CD/vinyle 12", Dependent Records)